# Pibanga diamantina
Pibanga diamantina là một loài bọ cánh cứng trong họ Cerambycidae.